# Jean Dembarrère
Jean Dembarrère, (Tarba (Alts Pirineus), 3 de juliol, 1747 - Lorda (Alts Pirineus), 3 de març, 1828), va ser un general francès de la Revolució i de l'Imperi.

## Biografia
Jean Dembarrère va néixer en una família noble. El seu pare, Jean-François Dembarrère, pertanyia a una família de Lorda. És advocat al Parlament i primer cònsol a Tarba. Es va casar a Tarba amb Anne de Caubotte, el dot de la qual donava gran confort a la casa. És germana de Philibert Caubotte que el 1760 era advocat al parlament, primer cònsol i alcalde de Lorda.
El 1768, va ingressar a la Reial Escola d'Enginyeria de Mézières amb el grau de segon tinent. Nomenat enginyer dos anys més tard, i capità del mateix braç el 1777, esdevingué comandant d'enginyers a Brest el 1792.
Cridat a l'Exèrcit del Nord durant les primeres hostilitats, va participar amb el capità Lauriston en la defensa de Valenciennes, que només es va rendir després de quaranta dies de bombardeig. La conducta de Dembarrère durant aquest setge li va valer el rang de cap de brigada, i en aquesta qualitat va seguir la guarnició que va ser enviada a la Vendée.
A la batalla de Doué el 27 de Fructidor Any II, va fer els hàbils arranjaments de batalla que van permetre al general Santerre derrotar a Autichamp i Talmont. Major general el 28 de Pluviôse any III, va demanar i va aconseguir abandonar l'exèrcit occidental. Va ser enviat primer a Metz, després poc després a l'exèrcit occidental i després a l'exèrcit d'Itàlia, on tenia el comandament en cap del braç d'enginyeria.
Quan aquest exèrcit va experimentar al seu torn contratemps que l'obligaren a concentrar-se, l'any VIII, a la riba del Var per aturar l'enemic disposat a envair la Provença, Dembarrère es va encarregar de dirigir les fortificacions al llarg de tota la línia, i en particular les de el cap del pont del Var, que va defensar en persona sota el foc més mortífer.
Va secundar poderosament els esforços del general en cap Rochambeau, especialment el dia del 30 Floréal Any VIII, quan els austríacs, rebutjats dues vegades, van perdre tota esperança de fer el seu pas. Va ser nomenat membre i comandant de la Legió d'Honor el 19 de Frimaire i el 25 de Prairial Any XII. Dembarrère va continuar servint activament, ja sigui a l'exèrcit o com a inspector general fins a Pluviôse 12, any XIII, moment de la seva elevació a la dignitat de senador. Va ser la recompensa a gairebé quaranta anys de feina. L'emperador el va nomenar comte de l'Imperi per carta del 15 de juny de 1808.
El 1811 presidí el col·legi electoral dels Alts Pirineus.
Llegim en un llibre titulat: Monsieur de Talleyrand, volum IV, pàgina 251: Que aquest senador estava sota la influència del príncep de Bénévent, i que, a partir de 1813, estava en una conspiració urdida contra el cap de l'Imperi.
Durant els fets de 1814, va participar en les deliberacions del senat conservador, que va frenar la formació d'un govern provisional, la caiguda de Napoleó I i la revocació dels Borbons. Així mateix, va ser inclòs a la primera promoció de cavaller de Saint-Louis i pares de França feta per Lluís XVIII el 4 de juny de 1814. El 23 d'agost següent, va ser nomenat gran oficial de la Legió d'Honor.
Napoleó, al seu retorn de l'illa d'Elba, el va treure de la Cambra, però Lluís XVIII el va reincorporar després dels Cent Dies. Dembarrère s'absté de votar en el judici del mariscal Ney. Lluís XVIII ho va confirmar en el seu títol de comte adjunt a la nòmina per cartes patents del 20 de desembre de 1817. Poques vegades parlava, i va morir a Lorda el 3 de març de 1828.
El seu nom està gravat al monument de l'Arc de Triomf de l'Étoile, al costat nord.

## Títols
- El comte Dembarrère i l'Imperi (cartes patents del 15 de juny de 1808, Baiona);
- Par de França:[2]

1. Par de per vida per l'ordre del 4 de juny de 1814;
2. Recompte hereditari de parells del 31 d'agost de 1817, cartes patents del 20 de desembre de 1817.

## Honors
Legió d'Honor:
1. Cavaller de la Legió d'Honor el 19 de Frimaire Any XII (11 de desembre de 1803), després,
2. Comandant de la Legió d'Honor el 25 Prairial Any XII (14 de juny de 1804), després,
3. Gran oficial de la Legió d'Honor el 23 d'agost de 1814.
4. Cavaller de Saint-Louis.

## Escut d'armes

Armes del comte Dembarrère i de l'Imperi

D'azur, a una espasa d'or en pal, la punta cap amunt, col·locada sobre una brúixola de la mateixa les puntes de la qual són cap avall, en cap una barrera d'argent sembrada i clavada amb sorra: districte dels comtes-senadors.

Orn Ext Comte Senador de l'Imperi ComLH

D'azur amb una brúixola daurada oberta sostinguda per una espasa de la mateixa en pàl·lid, coronada sobre el destre per una torre de la mateixa i sobre la sinistra per una barrera d'argent clavada i planxada amb sable.